# The Mystery Mind
The Mystery Mind é um seriado estadunidense de 1920, gênero drama, dirigido por Will S. Davis e Fred Sittenham, em 15 capítulos, estrelado por J. Robert Pauline, Violet MacMillan e Paul Panzer. Único seriado produzido pela Supreme Pictures Corporation, foi distribuído pela Pioneer Film Corporation e veiculou nos cinemas estadunidenses a partir de 6 de setembro de 1920, quando foi exibido o prólogo, “The Road to Yesterday”.
Este seriado é considerado perdido.

## Sinopse
Uma gangue de assassinos misteriosos assustadores marcam uma jovem herdeira para a morte. Eles são liderados por uma voz fantasmagórica, conhecida apenas como "The Mystery Mind".

## Elenco
- Robert Pauline	 ...	Dr. Robert Dupont
- Violet MacMillan	 ...	Violet Bronson. Foi o último filme de MacMillan.[4]
- Paul Panzer	 ...	Carl 'The Wolf' Canfield
- Ed Rogers	 ...	Carl Canfield
- Peggy Shanor	 ...	Vera Collins
- Saville De Sacia
- Edward Elkas
- Arthur Pierot
- Baby Ivy Ward	 ...	Violet criança

## Capítulos
O seriado possuía um prólogo, “The Road to Yesterday”, lançado em 6 de setembro de 1920.
1. The Hypnotic Clue.
2. The Fires of Fury.
3. The War of Wills.
4. The Fumes of Fear.
5. Thought Waves.
6. A Halo of Help.
7. The Nether World.
8. The Mystery Mind.
9. Dual Personality.
10. Hounds of Hate.
11. The Sleepwaker.
12. The Temple of the Occult.
13. The Binding Ray.
14. The Water Cure.
15. The Gold of the Gods.

Fonte: 

## Detalhes da produção
O título temporário do seriado foi Brewster's Mysterious Millions, e foi produzido na Supreme Pictures Corporation, em Flashing, Long Island. A Supreme Pictures Corporation foi uma companhia cinematográfica fundada em 1919 por John Grey, Arthur B. Reeve, Harry Houdini e Louis Grossman.
O ator principal, J. Robert Pauline, era conhecido, na época, como hipnotizador.
O livro “The Mystery Mind”, de Arthur B. Reeve e John Wesley Grey, foi lançado em 1920 pela Grosset & Dunlap, com cenas do seriado. Foi republicado pela Kessinger Publishing, LLC, com colaboração de Marc Edmund Jones.